# Ocean Ranger (videogioco)
Ocean Ranger è un videogioco di simulazione del comando di una moderna nave da guerra, pubblicato nel 1988 per Commodore 64 e nel 1989 per MS-DOS dalla Activision.

## Modalità di gioco
Il giocatore controlla la Ocean Ranger, la prima di una fittizia classe di fregate missilistiche con propulsione ad aliscafo della marina degli Stati Uniti. Si svolgono missioni solitarie di attacco, sempre caratterizzate da un obiettivo primario e uno secondario da distruggere e un porto base da cui si parte e si deve infine tornare.
Si inizia da un menù controllato con un puntatore, dove si può scegliere in modo indipendente tra quattro tipi di missione di difficoltà crescente e quattro ambientazioni geografiche di difficoltà crescente (Mare di Bering, sud-est asiatico, America centrale, Golfo Persico). Un registro del personale permette di caricare da disco il profilo di uno dei capitani precedentemente salvati, per accumulare promozioni e onorificenze.
Scelta la missione viene mostrato un briefing che simula la proiezione di diapositive. Prima della missione si può equipaggiare liberamente la nave con munizioni e carburante, con un limite di peso massimo.
La visuale principale in gioco è in prima persona dal ponte di comando, rivolta di default verso la prua, ma impostabile verso sinistra, destra o poppa. Sono visibili il ciclo giorno-notte, l'effetto del beccheggio e, durante le curve veloci, l'effetto dell'inclinazione laterale.
Con il joystick (o altri controlli direzionali nella versione DOS) si pilota direttamente la nave variando orientamento e velocità, che può arrivare fino a 55 nodi, e sparando con l'arma selezionata. Tramite la tastiera si attivano molte altre funzioni.
Sotto la visuale principale si ha un pannello di controllo che mostra varie informazioni e include due piccoli monitor, che il giocatore può impostare in modo indipendente per visualizzare altri dati e immagini a sua scelta: il radar, la mappa della zona, l'identificazione del bersaglio, il visore notturno, lo stato degli armamenti e della missione. Ulteriori funzioni sono disponibili su apposite schermate a parte: lo stato dei danni, l'assegnazione dell'equipaggio alla manutenzione, la carta nautica completa dove è possibile anche navigare con tempo accelerato.
I nemici si incontrano sotto forma di navi meno avanzate, aerei MiG, sottomarini e mine magnetiche. Gli armamenti della Ocean Ranger sono cannone da 76 mm di prua, missili antiaereo Sea Sparrow, missili antinave Harpoon, cariche di profondità. Il cannone è utile contro le mine e, quando non è possibile usare i più efficaci missili, come arma secondaria contro navi e aerei.
La mira delle armi è automatica; se c'è un bersaglio a tiro e inquadrato dalla visuale principale, appare un mirino su di esso e il giocatore può solo fare fuoco o ordinare di cambiare bersaglio. Come armamenti difensivi si dispone di chaff e contromisure elettroniche.